# Scleroderma
Scleroderma is een geslacht van schimmels uit de familie Sclerodermataceae. Voorbeelden van in Nederland voorkomende soorten zijn de gele aardappelbovist (Scleroderma citrinum) en de wortelende aardappelbovist (Scleroderma verrucosum). Het geslacht komt wereldwijd voor. De soorten zijn niet eetbaar.

## Kenmerken
Het peridium (buitenwand), dat glad of wrattig kan zijn, is erg dik en taai. Het omhulsel breekt aan de bovenkant open zodra de sporen rijp zijn. De zwammen zijn geel of bruin van kleur. 

## Naam
De botanische naam Scleroderma komt van het Griekse 'sclera' dat hard betekent en 'derma' dat huid betekent.  De sporen zijn kogelvormig en bruin van kleur.

## Soorten
Volgens Index Fungorum bevat het geslacht 108 soorten (peildatum oktober 2020):
| Soortnaam                                                | Auteur(s)                                               | Publicatiejaar |
| -------------------------------------------------------- | ------------------------------------------------------- | -------------- |
| Scleroderma albidum                                      | Pat. & Trab.                                            | 1899           |
| Scleroderma ambiguum                                     | Petri                                                   | 1909           |
| Scleroderma anomalosporum                                | Baseia, B.D.B. Silva & M.P. Martín                      | 2016           |
| Scleroderma anomalum                                     | Ces.                                                    | 1879           |
| Scleroderma arenicola                                    | Zeller                                                  | 1947           |
| Scleroderma areolatum (Kleine aardappelbovist)           | Ehrenb.                                                 | 1818           |
| Scleroderma aurantiacum                                  | Pers. ex Sacc.                                          | 1888           |
| Scleroderma aurantium                                    | (L.) Pers.                                              | 1801           |
| Scleroderma aureum                                       | Massee                                                  | 1889           |
| Scleroderma australe                                     | Massee                                                  | 1889           |
| Scleroderma beccarii                                     | (Pass.) De Toni                                         | 1888           |
| Scleroderma bermudense                                   | Coker                                                   | 1939           |
| Scleroderma bougheri                                     | Trappe, Castellano & Giachini                           | 2000           |
| Scleroderma bovista (Kale aardappelbovist)               | Fr.                                                     | 1829           |
| Scleroderma bresadolae                                   | Schulzer                                                | 1884           |
| Scleroderma bulla                                        | R. Heim                                                 | 1966           |
| Scleroderma caespitosum                                  | Lloyd                                                   | 1922           |
| Scleroderma camassuense                                  | M.P. Martín, Baseia & B.D.B. Silva                      | 2016           |
| Scleroderma capense                                      | Lloyd                                                   | 1924           |
| Scleroderma capeverdeanum                                | M.P. Martín, M. Dueñas & Telleria                       | 2016           |
| Scleroderma cepa (Uiige aardappelbovist)                 | Pers.                                                   | 1801           |
| Scleroderma chevalieri                                   | Guzmán                                                  | 1967           |
| Scleroderma chilense                                     | (Mont.) De Toni                                         | 1888           |
| Scleroderma chrysastrum                                  | G.W. Martin                                             | 1954           |
| Scleroderma chrysosporum                                 | Opiz                                                    | 1855           |
| Scleroderma citrinum (Gele aardappelbovist)              | Pers.                                                   | 1801           |
| Scleroderma coelatum                                     | (Pat.) Sacc. & P. Syd.                                  | 1902           |
| Scleroderma columnare                                    | Berk. & Broome                                          | 1873           |
| Scleroderma congolense                                   | Demoulin & Dring                                        | 1971           |
| Scleroderma cookei                                       | De Toni                                                 | 1888           |
| Scleroderma cyaneoperidiatum                             | Watling & K.P. Sims                                     | 2004           |
| Scleroderma dictyosporum                                 | Pat.                                                    | 1896           |
| Scleroderma duckei                                       | B.D.B. Silva, M.P. Martín & Baseia                      | 2016           |
| Scleroderma dugesii                                      | (De Seynes) Sacc.                                       | 1891           |
| Scleroderma dunense                                      | B.D.B. Silva, Sulzbacher, Grebenc, Baseia & M.P. Martín | 2016           |
| Scleroderma echinatum                                    | (Petri) Guzmán                                          | 1967           |
| Scleroderma echinosporites                               | Rouse                                                   | 1962           |
| Scleroderma endoxanthum                                  | Petch                                                   | 1919           |
| Scleroderma flavidum                                     | Ellis & Everh.                                          | 1885           |
| Scleroderma flavocrocatum                                | Sacc. & De Toni                                         | 1888           |
| Scleroderma floridanum                                   | Guzmán                                                  | 1967           |
| Scleroderma franceschii                                  | Macchione                                               | 2000           |
| Scleroderma furfurellum                                  | Zeller                                                  | 1947           |
| Scleroderma gilvidulum                                   | Bres.                                                   | 1926           |
| Scleroderma hakkodense                                   | Kobayasi                                                | 1986           |
| Scleroderma hemisphaericum                               | Lázaro Ibiza                                            | 1902           |
| Scleroderma hypogaeum                                    | Zeller                                                  | 1922           |
| Scleroderma laeve                                        | Lloyd                                                   | 1916           |
| Scleroderma lanosum                                      | Pat.                                                    | 1898           |
| Scleroderma leiospermum                                  | (Mont.) De Toni                                         | 1888           |
| Scleroderma leptodermeum                                 | (Durieu & Mont.) De Toni                                | 1888           |
| Scleroderma leptopodium                                  | Pat. & Har.                                             | 1908           |
| Scleroderma lycoperdoides                                | Schwein.                                                | 1822           |
| Scleroderma macrorrhizon                                 | Wallr.                                                  | 1833           |
| Scleroderma martinicense                                 | (Pat.) Sacc. & D. Sacc.                                 | 1905           |
| Scleroderma mayama                                       | Grgur.                                                  | 1997           |
| Scleroderma mcalpinei                                    | (Rodway) Castellano                                     | 1993           |
| Scleroderma meridionale                                  | Demoulin & Malençon                                     | 1971           |
| Scleroderma michelii                                     | (Lév.) De Toni                                          | 1888           |
| Scleroderma michiganense                                 | (Guzmán) Guzmán                                         | 1970           |
| Scleroderma minutisporum                                 | Baseia, Alfredo & Cortez                                | 2012           |
| Scleroderma multiloculare                                | Dring & Rayss                                           | 1964           |
| Scleroderma nastii                                       | Raut                                                    | 2020           |
| Scleroderma nitidum                                      | Berk.                                                   | 1854           |
| Scleroderma nitidum                                      | Lloyd                                                   | 1918           |
| Scleroderma ohiense                                      | (Ellis & Morgan) De Toni                                | 1888           |
| Scleroderma olivaceum                                    | (Cooke & Massee) Sacc.                                  | 1888           |
| Scleroderma oregonense                                   | (Ellis & Everh.) De Toni                                | 1888           |
| Scleroderma pandanaceum                                  | F. Muell.                                               | 1872           |
| Scleroderma pantherinum                                  | Mattir.                                                 | 1931           |
| Scleroderma paradoxum                                    | G.W. Beaton                                             | 1982           |
| Scleroderma patagonicum                                  | Nouhra & Hern. Caff.                                    | 2012           |
| Scleroderma patens                                       | Lloyd                                                   | 1906           |
| Scleroderma pedunculatum                                 | Link                                                    | 1816           |
| Scleroderma phaeotrichum                                 | (Berk.) De Toni                                         | 1888           |
| Scleroderma pisiforme                                    | Henn.                                                   | 1895           |
| Scleroderma poltaviense                                  | Sosin                                                   | 1952           |
| Scleroderma polyrhizum (Aardsterachtige aardappelbovist) | (J.F. Gmel.) Pers.                                      | 1801           |
| Scleroderma pseudostipitatum                             | Petch                                                   | 1919           |
| Scleroderma pyramidatum                                  | Kalchbr.                                                | 1882           |
| Scleroderma radicans                                     | Lloyd                                                   | 1908           |
| Scleroderma radicatum                                    | (Durieu & Mont.) De Toni                                | 1888           |
| Scleroderma reae                                         | Guzmán                                                  | 1967           |
| Scleroderma rhodesicum                                   | Verwoerd                                                | 1926           |
| Scleroderma sapidiforme                                  | Sosin                                                   | 1959           |
| Scleroderma sapidum                                      | (Corda) Zerova                                          | 1979           |
| Scleroderma schmitzii                                    | Demoulin & Dring                                        | 1971           |
| Scleroderma septentrionale                               | Jeppson                                                 | 1998           |
| Scleroderma sinnamariense                                | Mont.                                                   | 1840           |
| Scleroderma squamatum                                    | Chevall.                                                | 1826           |
| Scleroderma stellatum                                    | Berk.                                                   | 1841           |
| Scleroderma stellatum                                    | Berk.                                                   | 1856           |
| Scleroderma stellenbossiense                             | Verwoerd                                                | 1926           |
| Scleroderma suthepense                                   | Kumla, Suwannar. & Lumyong                              | 2013           |
| Scleroderma tenerum                                      | Berk. & M.A. Curtis                                     | 1868           |
| Scleroderma texense                                      | Berk.                                                   | 1845           |
| Scleroderma torrendii                                    | Bres.                                                   | 1902           |
| Scleroderma tuberoideum                                  | Speg.                                                   | 1906           |
| Scleroderma tuberosum                                    | Spreng.                                                 | 1827           |
| Scleroderma umbrinum                                     | Cooke & Massee                                          | 1890           |
| Scleroderma uruguayense                                  | (Guzmán) Guzmán                                         | 1970           |
| Scleroderma venosum                                      | Boud.                                                   | 1878           |
| Scleroderma verrucosum (Wortelende aardappelbovist)      | (Bull.) Pers.                                           | 1801           |
| Scleroderma violaceum                                    | Lloyd                                                   | 1924           |
| Scleroderma violacinum                                   | (Raf.) De Toni                                          | 1888           |
| Scleroderma xanthochroum                                 | Watling & K.P. Sims                                     | 2004           |
| Scleroderma yunnanense                                   | Y. Wang                                                 | 2013           |
| Scleroderma zenkeri                                      | Henn.                                                   | 1901           |